# 萨尔敦多德阿拉瓦
萨尔敦多德阿拉瓦（西班牙語：Zalduendo de Álava）是西班牙巴斯克自治区阿拉瓦省的一个市镇。总面积12km²，总人口139人（2001年），人口密度12人/km²。